# M'hamed Ezzine Chelaifa
M'hamed Ezzine Chelaifa, né le 28 mai 1952 à Mahdia, est un homme politique tunisien.
Ambassadeur de Tunisie en Afrique du Sud, en Australie, en Espagne et aux États-Unis, il est secrétaire d'État auprès du ministre des Affaires étrangères du 6 février 2015 au 12 janvier 2016.

## Biographie

### Études
M'hamed Ezzine Chelaifa décroche une licence en science politique en Tunisie, avant d'obtenir un master en relations internationales et un doctorat en sciences économiques à l'université Aix-Marseille III,.

### Ambassadeur
Chelaifa entre au ministère des Affaires étrangères en 1983. De 1985 à 1992, il travaille à l'ambassade de Tunisie à Madrid (Espagne), où ses deux fils, qu'il a eu avec son épouse Laila, sont nés. Il est ensuite nommé chef de mission adjoint à l'ambassade de Tunisie à Washington (États-Unis) de 1996 à 1999.
En 2000, il est nommé ambassadeur de Tunisie en Afrique du Sud. Il retourne ensuite à Tunis. Il devient notamment directeur du département Europe, ainsi que directeur général des affaires américaines et asiatiques au ministère des Affaires étrangères. En 2010, il devient le premier ambassadeur tunisien en Australie, où il ne reste que quelques mois avant d'être nommé, en 2011, ambassadeur de Tunisie en Espagne.
Le 13 décembre 2013, il est désigné comme ambassadeur extraordinaire et plénipotentiaire de Tunisie aux États-Unis, en remplacement de Mokhtar Chaouachi. Il reçoit ses lettres de créance le 10 mars 2014 et reste en poste jusqu'au 8 mai 2015, date à laquelle il est remplacé par Fayçal Gouiaa.

### Secrétaire d'État
Il est nommé, le 6 février 2015, secrétaire d'État auprès du ministre des Affaires étrangères Taïeb Baccouche. Il conserve ce poste jusqu'au remaniement du 12 janvier 2016, lors duquel tous les postes de secrétaires d'État sont supprimés.
M'hamed Ezzine Chelaifa parle anglais, français, espagnol et arabe, sa langue maternelle.